# Sparhafen Bank
Die Sparhafen Bank AG (zuvor: Bank Sparhafen Zürich AG) ist eine im Wirtschaftsraum Zürich tätige Schweizer Regionalbank mit Sitz in Zürich. Ihr Tätigkeitsgebiet liegt traditionell im Retail Banking, im Hypothekargeschäft und im Bankgeschäft mit kleinen und mittleren Unternehmen.
Das Unternehmen wurde 1850 in Form eines Vereins gegründet und 1906 in eine Genossenschaft umgewandelt. 1977 kaufte die Bank mehrere Mehrfamilienhäuser und stieg damit in das Immobiliengeschäft ein, dieses baute sie später durch weitere Käufe aus. Im Zuge einer strategischen Trennung zwischen Bankgeschäft und Immobilienaktivitäten gab sich die Bank 2004 eine neue Organisation. Die bisherige Genossenschaft Bank Sparhafen Zürich wurde dabei in eine Dachgesellschaft mit dem Namen BSZ Genossenschaft umgewandelt. Das bestehende Bankgeschäft wurde in die neu gegründete und als Aktiengesellschaft organisierte Tochtergesellschaft Bank Sparhafen Zürich AG und die Liegenschaften in die Tochtergesellschaft BSZ Immobilien AG eingebracht. Schliesslich wurde im Jahr 2022 aus der BSZ Genossenschaft die Sparhafen Genossenschaft, aus der Bank Sparhafen Zürich AG die Sparhafen Bank AG und aus BSZ Immobilien AG die Sparhafen Immobilien AG.
Die Sparhafen Bank (damals: Bank Sparhafen Zürich) war bis Ende 2009 der RBA-Holding angeschlossen, wo sie bis Ende 2008 zur Teilgruppierung der Clientis Banken gehörte. Die Sparhafen Bank AG ist Mitglied beim Verband Schweizer Regionalbanken VSRB.